# Herb gminy Krzyżanowice
Herb gminy Krzyżanowice – symbol gminy Krzyżanowice, ustanowiony 23 sierpnia 1996.

## Wygląd i symbolika
Herb przedstawia na tarczy dzielonej w brązowy krzyż w pierwszym polu błękitnym białą wstęgę i złotego orła śląskiego (symbol położenia gminy na Śląsku i nad Odrą), w polu drugim czerwonym złotą wieżę (nawiązującą do zamków na terenie gminy), w polu trzecim żółtym brązowe drzewo z zieloną koroną (symbolizujące rzadkie okazy starodrzewia w pobliżu pałaców), natomiast w polu czwartym zielonym złoty kłos zboża, przypominający o rolniczym charakterze gminy. 